# Polar Wrocław
Zakładowy Klub Sportowy Polar Wrocław, funkcjonujący w latach 2006-2015 jako Młodzieżowy Klub Sportowy Polar Wrocław, to wrocławski klub sportowy, który został rozwiązany. Jednak w 2024 roku nastąpiła jego reaktywacja. W sezonie 2025/2026 drużyna występuje w A Klasie grupa Wrocław III.

## Historia
Klub powstał w 1945 roku i przez wiele lat związany z pobliskimi zakładami ich były stadion Polar S.A. Stadion, znajduje się na wrocławskim osiedlu Psie Pole-Zawidawie. Dwukrotnie, w sezonach 1999/2000 i 2001/2002, zajął 9. miejsce w II lidze. Ponadto dotarł do 1/4 finału Pucharu Polski 2002/2003.
Znanym zawodnikiem grającym w Polarze w latach 1999-2002 był reprezentant Polski, Łukasz Garguła. W latach 1997, 1999–2000 w ówczesnym ZKS grał Dariusz Sztylka.
W 2006, po spadku z ówczesnej III ligi, klub nie otrzymał licencji na występy w ówczesnej IV lidze, w grupie dolnośląskiej i został rozwiązany. Kontynuatorem upadłego ZKS Polar jest założony 11 marca 2005 MKS Polar Wrocław-Zawidawie, który w sezonie 2006/2007 występował we wrocławskiej klasie B, a od sezonu 2007/2008 do sezonu 2014/2015 występował we wrocławskiej klasie A, gdzie wycofał się z rozgrywek. Polar został reaktywowany w 2024 roku pod swoją pierwotną nazwą. 
Od 1967 roku w klubie istniała sekcja hokeja na trawie kobiet.

## Afera korupcyjna
W maju 2004, po artykule we wrocławskiej „Gazecie Wyborczej”, Prokuratura Okręgowa we Wrocławiu wszczęła śledztwo w opisanej przez dziennikarzy sprawie kontaktowania się ze sobą piłkarzy Polaru i Zagłębia Lubin celem "ustawienia" wyniku spotkania przed II ligowym meczem rozegranym 8 maja 2004 pomiędzy tymi drużynami (0:4). Śledztwo to dało początek dochodzeniu w sprawie największej w dotychczasowej historii polskiego futbolu ujawnionej afery korupcyjnej. W późniejszej jego fazie wątek ten, w mediach zwany „sprawą Polaru”, został wydzielony do osobnego postępowania prowadzonego przez Prokuraturę Rejonową Wrocław-Psie Pole, które znalazło finał w sądzie – od 24 stycznia 2006 do 10 czerwca 2008 przed wrocławskim sądem okręgowym toczył się proces, w którym oskarżeni byli czterej obecni lub byli piłkarze Polaru oraz Zagłębia Lubin. Ze względu na zły stan zdrowia psychicznego jednego z czterech oskarżonych piłkarzy proces w marcu 2006 został odroczony do 6 kwietnia a następnie z podobnych powodów na wniosek obrońców – utajniony. Wyrokiem sądu ukaranych zostało dwóch byłych piłkarzy Polaru Wrocław: Tomasz R. i Jacek S. (4 miesiące w zawieszeniu na 2 lata), jednocześnie byłego zawodnika Zagłębia Lubin Zbigniewa M. oraz byłego zawodnika Polaru Marka G. sąd uniewinnił i utajnił uzasadnienie wyroku.
Po raz kolejny w śledztwie dotyczącym afery korupcyjnej nazwa klubu padła w związku z działalnością korupcyjną dwóch piłkarzy Piasta Gliwice i podejrzeniem „kupienia” przez nich dwóch wiosennych meczów tego samego sezonu, m.in. z Polarem (11 czerwca 2004, 2:0). Sprawa piłkarzy Piasta znalazła się również w wątku wydzielonym do osobnego postępowania.
22 lutego 2007 w konsekwencji prowadzonego śledztwa i na podstawie przekazanych 20 lutego z prokuratury materiałów, Wydział Dyscypliny (WD) PZPN wznowił postępowanie dyscyplinarne w sprawie meczu Polar Wrocław – Zagłębie Lubin zawieszone przez poprzednią ekipę WD.

## Reaktywacja Klubu
W roku 2024 klub otrzymał dofinansowanie na dwa lata I rozpoczął rozgrywki w B Klasie.

## Sukcesy
- Ćwierćfinał Pucharu Polski: 2002/2003.
- 9. miejsce w II lidze: 2000, 2002